# Autostrada A24 (Portugalia)
Autostrada A24 (port. Autoestrada A24, Autoestrada do Interior Norte) – autostrada w północnej Portugalii, przebiegająca przez dystrykty Viseu i Vila Real.
Autostrada rozpoczyna się w Viseu i biegnie na północ do Vila Real, a następnie do granicy z Hiszpanią w Vila Verde da Raia, gdzie łączy się z drogą .